# Oncicola campanulata
Oncicola campanulata är en hakmaskart som först beskrevs av Diesing 1851.  Oncicola campanulata ingår i släktet Oncicola och familjen Oligacanthorhynchidae. Inga underarter finns listade i Catalogue of Life.